# 陳煒恆
陳煒恆（1962年1月2日—2007年2月7日）筆名陳渡、陳截、陳楝、東君，籍貫廣東台山，澳門歷史文化研究學者，澳門歷史學會理事；亦關注路氹濕地與澳門黑脸琵鹭之遷移等生態保育問題。

## 生平
1984年暨南大學會計系畢業後，曾任澳門日報記者（1986年2月─1990年10月，期間也是唯一到北京採訪六四事件之澳門記者，2006年6月撰寫了事件之回憶錄，詳見下連結）、澳門新聞司、澳門雜誌編輯、澳門環境委員會委員、澳門傳媒工作者協會（創會會員）；寫作方面，除了參與編著澳門歷史著作外（詳見著作段），1990年代曾在《澳門日報》、《市民日報》等澳門主要報章撰寫專欄或於香港一些雜誌撰寫評論，近十年主要在《華僑報》「望松居」專欄和《訊報》「瓦釜集」撰文，除分享其搜書與生平外，亦對時事政局發表精闢言論，其中不乏對當前政府部門的敢言批評與辛辣，其專欄曾被網友多次轉載，甚至曾被中新社（2004年8月3日）、中央社（2003年7月6日）與《參考消息》選登。
另外，他也收藏過萬冊書籍，主要包括南明史、岭南方誌文獻、天主教東漸等，亦包含中國近代歷史；部分（400套千多冊，部分為古籍善本線裝書）捐贈至澳門大學，少部分複本捐至路氹歷史館。
2005年6月證實患上肝癌，患病期間仍繼續研究與撰寫專欄至2007年1月中旬，於同年2月7日凌晨三時十分在山頂醫院病逝，近百位澳門社會文化戲劇政界等人士在聯名於2月10日《華僑報》刊登整版訃文悼念，並於翌日下午在牛房倉庫舉行紀念活動。

## 著作
- 《澳門民間傳統木版畫》（澳門基金會，1996年6月）ISBN 972-8147-85-6
- 《源遠流長、文化瑰寶─談澳門廟宇體系》 （澳門雜誌第九期，澳門政府新聞司出版，1998年12月，頁 6-23）
- 《呼喚廉政─包青天文化研討會：包公廟信仰淺談》 （澳門包公廟值理會、澳門歷史學會、澳門社會科學學會、澳門科教文中心，1999年3月）
- 《澳門紙馬》 （澳門雜誌第十期，澳門政府新聞司出版，1999年6月，頁 74-83）
- 《路氹掌故》 （臨時海島市政局，2000年12月）ISBN 99937-25-02-1
- 《天官賜福》中國木版年畫賀歲（澳門民政總署2002年2月）
- 《澳門廟宇圖錄》 (Ⅰ、Ⅱ)（民政總署，2002年7月：李銳奮和譚志勝攝影）
- 《環保東亞運》（第四屆東亞運動會澳門組委會，2004年；譚志勝攝影）
- 《候鳥的驛站─澳門濕地鳥類的多樣性》 （澳門雜誌第四十三期，澳門特別行政區政府新聞局出版，2004年12月，頁 58-70）
- 《歲月知何似──陳煒恆遺贈美術作品》（畫冊，趙陽、簡燕兒、禤廣瑜　編輯）澳門藝術博物館2009年3月出版，ISBN 978-99937-59928

### 陳煒恆文存
全系列共八套十三冊，首五卷由澳門傳媒工作者協會於2008年3月至2010年4月出版。
- 《病中記》上、下卷，ISBN 978-99937-754-6-1
- 《澳門紙馬》ISBN 978-99937-754-5-4
- 《蓮峰廟史乘》ISBN 978-99937-754-7-8
- 《夢中京華》ISBN 978-99937-754-4-7
- 《澳門叢稿》ISBN 978-99937-754-8-5
- 《澳門花蟲鳥魚》ISBN 979-99937-731-0-7（上、下卷）
- 《澳門廟宇叢考》ISBN 978-99937-754-9-2（上、下卷）
- 《望松屋筆記》ISBN 979-99937-731-1-4（上、中、下卷）

## 外部連結
- 陳煒恆紀念網頁
- 悼念博學多才雜家陳煒恆[永久]，訊報2007年2月10日
- 陳煒恆追悼會今午牛房舉行 （页面存档备份，存于），華僑報2007年2月11日
- 路還是要繼續走下去─悼念陳煒恆先生，陳偉智 著，澳門觀察報2007年2月11日
- 文化界聚會悼念陳煒恆 （页面存档备份，存于），澳門日報2007年2月12日
- 八九民運回憶錄，摘自華僑報2006年6月1日至7月20日連載
- 阿恆輕裝走了 （页面存档备份，存于），劉羨冰 著，2007年3月24日澳門日報